# Olaf Trätelgja

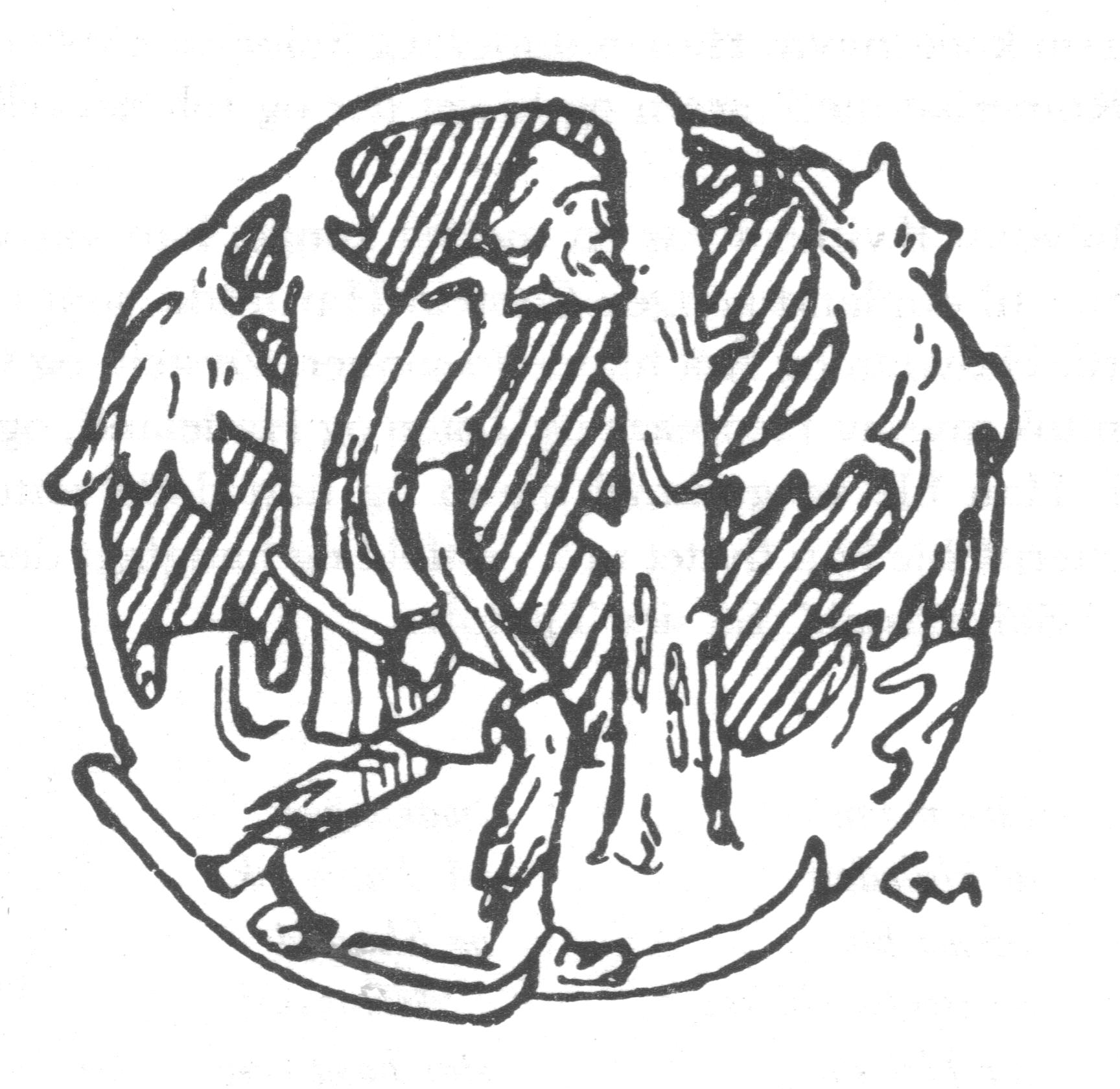
Ynglingasaga: Olaf, der Holzhacker (Illustration von Gerhard Munthe, 1889)

Olaus bzw. Olaf Trätelgja († um 640) (norwegisch Olav Tretelgja, schwedisch Olof Trätälja, altnorwegisch/altisländisch Óláfr trételgja, d. h. etwa „Olaf der Roder oder Baumfäller“), eigentlich Olaf Ingjaldsson, war ein legendärer Ynglinger-Prinz bzw. ein schwedisch-norwegischer Sagenkönig. Er gilt als Stammvater der norwegischen Ynglinger-Könige, ist aber historisch unbelegt.
Schwedischen und norwegisch-isländischen Sagen (Ynglingatal, Ynglingasaga) zufolge war Olaf der Sohn des Königs Ingjald Ildraade (Illråde) von Alt-Uppsala, der um 600 Svear und Gauten unter seiner Herrschaft vereinte. Seine Mutter war der Heimskringla zufolge Prinzessin Gauthild von West-Götland. Die verschiedenen Überlieferungen stimmen darin überein, dass Ingjald und seine Tochter Asa in ihrer von Feinden umstellten Residenz verbrannten. Unterschiedlich überliefert wurde, das auch Olaf verbrannte oder fliehen konnte bzw. seinem Vater als König folgte, ehe auch er vertrieben wurde.
In Skiringssal (später Kaupang genannt) in Vestfold soll er eine neue Kultstätte und Residenz begründet haben. Von dort aus habe er dann versucht, Jütland und Schleswig zu erobern, musste es aber schließlich den Dänen überlassen. Letztlich aber soll auch Olaf während eines Aufstands seiner über zunehmende Abgaben und Teuerung erbosten Untertanen in seiner Residenz verbrannt sein. Sein historisch ebenfalls nicht belegter Sohn und Nachfolger Halfdan Hvitbeinn (Halfdan Weißbein) soll von 640 bis etwa 700 regiert haben.
Olof Träteljas hög im Zentrum von Säffle ist ein Großgügel, in dem der Märchenkönig ruhen soll. Der etwa 4,5 Meter hohe ovale Hügel misst 43 × 33 Meter. Die Spitze ist auf einer Fläche von 14 × 12 Metern eingeebnet. Djurklou beschreibt 1867, dass der Hügel durch Kartoffelgruben und Erdkeller beschädigt wurde. Der Hügel von Olof Trätelja wurde nicht untersucht. Unterhalb und südlich lagen früher mehrere Hügel. Vier Hügel wurden 1912 von Thure Langer untersucht. Seine Funde bestanden aus Keramik, Eisenbeschlägen, Teilen einer Bronzenadel und einer grünen Glasperle. Langer fand verbrannte und unverbrannte menschliche Skelettteile, die später in die Wikingerzeit datiert wurden.